# Ásgeir Örn Hallgrímsson
Ásgeir Örn Hallgrímsson (Reykjavík, 1984. február 17. –) izlandi kézilabdázó, posztját tekintve: jobbátlövő, de jobbszélsőként is szokott játszani. Jelenleg a német TSV Hannover-Burgdorf játékosa.
Pályafutását a Haukar Hafnarfjörður együttesében kezdte, ahol öt szezon után 2005-ben Németországba szerződött a TBV Lemgo gárdájához. A Lemgo játékosaként 2006-ban megnyerte az EHF-kupát. 2007 és 2010 között a GOG Svendborg TGI majd 2010-ben egy rövid ideig a Faaborg HK játékosa volt. 2010 nyarától a TSV Hannover-Burgdorf csapatát erősíti.
A 2008. évi nyári olimpiai játékokon ezüst, míg a 2010-es Európa-bajnokságon bronzérmet szerzett a nemzeti csapat tagjaként.

## Sikerei

### Válogatottban
- Olimpia
  - 2. hely: (2008)
- Európa-bajnokság
  - 3. hely: (2010)

### Klubcsapatban
- EHF-kupa
  - 1. hely: 2006
- Izlandi bajnokság
  - 1. hely: 2000, 2003, 2004